# Voetbalkampioenschap van Saale 1931/32
In 1931/32 werd het 25ste voetbalkampioenschap van Saale gespeeld, dat georganiseerd werd door de Midden-Duitse voetbalbond. Wacker Halle werd kampioen en plaatste zich voor de Midden-Duitse eindronde. De club versloeg Singer TuSV Wittenberge 1926, FC Viktoria 1903 Zerbst en verloor dan van PSV 1921 Chemnitz.

## Gauliga
| Plaats | Club                      | Wed. | W  | G | V  | Saldo | Ptn.  |
| ------ | ------------------------- | ---- | -- | - | -- | ----- | ----- |
| 1.     | Hallescher FC Wacker 1900 | 17   | 13 | 1 | 3  | 62:29 | 27:07 |
| 2.     | FV Sportfreunde Halle     | 18   | 10 | 2 | 6  | 59:39 | 22:14 |
| 3.     | SpVgg 1919 Neumark        | 18   | 8  | 6 | 4  | 43:30 | 22:14 |
| 4.     | SpVgg Borussia 02 Halle   | 18   | 10 | 2 | 6  | 60:45 | 22:14 |
| 5.     | VfL Halle 1896            | 18   | 8  | 4 | 6  | 33:24 | 20:16 |
| 6.     | VfL 1912 Merseburg        | 18   | 9  | 1 | 8  | 49:43 | 19:17 |
| 7.     | SV Merseburg 99           | 18   | 8  | 1 | 9  | 45:36 | 17:19 |
| 8.     | SC Favorit Halle          | 18   | 6  | 2 | 10 | 28:38 | 14:22 |
| 9.     | SV 1898 Halle             | 18   | 6  | 1 | 11 | 25:55 | 13:23 |
| 10.    | VfB Schkeuditz            | 17   | 0  | 2 | 15 | 14:79 | -     |

|  | Kampioen, geplaatst voor Midden-Duitse eindronde |
|  | Degradatie                                       |